# Autobus Atac Lancia Esatau
I Lancia Esatau della rete di Roma sono stati un gruppo di 230 veicoli autobus, 220 urbani e 10 extraurbani, adibiti al servizio urbano della città e all'autolinea Roma-Tivoli.

## Storia
Rimasta in sottordine nel decennio degli anni '30, prevaricata dalla produzione Fiat e Alfa Romeo, all'inizio degli anni '50 la Lancia torna protagonista nel mercato degli autobus. L'Esatau è infatti il primo autobus italiano con motore a cilindri contrapposti orizzontali, detto a sogliola e sistemato al centro del telaio, sotto il pianale della vettura. Si tratta di una innovazione fondamentale anzitutto per il personale, dal momento che l'autista non guida più accanto al rumore e al calore prodotti dal motore in posizione avanzata, ma che si rivela ulteriormente importante quando, sul finire del decennio, viene stabilita la disposizione dei tre accessi anteriore, centrale e posteriore. Meccanicamente affidabile l'Esatau soffre il problema (comune anche ai Lancia successivi fino al 1971), di una marcia rumorosa, caratterizzata da forti vibrazioni che, oltre a procurare un notevole fastidio a conducenti e viaggiatori, portano ad un rapido allentamento delle carrozzerie.

## La fornitura
Nel 1951 entra in servizio un primo gruppo di 30 autobus con carrozzeria allestita dalla Garavini di forma del tutto innovativa. L'ATAC li pubblicizza più ancora dei Fiat 680 e ne preannuncia l'impiego sulle linee celeri, per le quali montano sedili con la stessa imbottitura in vinil pelle verde. Nell'attesa di riprenderne l'esercizio li impiega sull'autolinea Roma-Tivoli per evitare di impiegarci gli Alfa Romeo 140-A, a tutto adatti fuorché ad un percorso extraurbano. Montano il motore Lancia V10 da 122 CV e sono dotati di usuale cambio a quattro rapporti con riduttore. L'anno successivo entrano in servizio altre 12 vetture identiche.
Stante la buona prova fornita sulla Roma-Tivoli, difettando l'azienda di tale materiale dopo l'accantonamento dei turistici ed extraurbani degli anni '30, ne sono acquistati anche dieci con allestimento extraurbano, ciò che in pratica si traduce in un maggior numero di posti a sedere, nella presenza di reticelle porta bagagli e nelle porte di più ridotte dimensioni, a due sole antine; come previsto, ed anche per distinguerli dagli autobus urbani, sono verniciati esternamente in azzurro in luogo del doppio verde urbano.
Nel 1953 viene emesso un ordine per altri 30 autobus, stavolta sul nuovo telaio V.81, perfezionamento del precedente V.11 col nuovo motore PV81 da 130 cavalli e una più moderna carrozzeria Viberti, che vanno a sostituire i residui Lancia Omicron ancora in circolazione, radiati del tutto l'anno successivo. Ulteriori ordinazioni seguono una volta terminata la fornitura dei Fiat 405 con 40 autobus del tutto identici nel 1955, 15, 46 e 47 autobus nel 1956, 1957 e 1959 con motore V10 e carrozzeria Viberti salvo 23 vetture carrozzate dalla Pistoiesi.

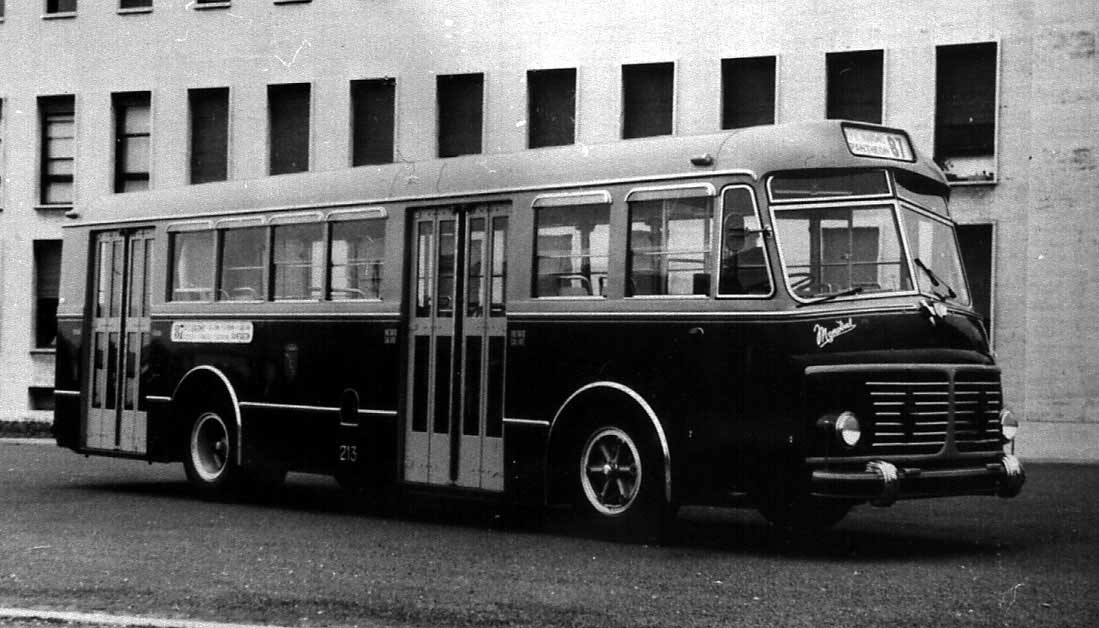
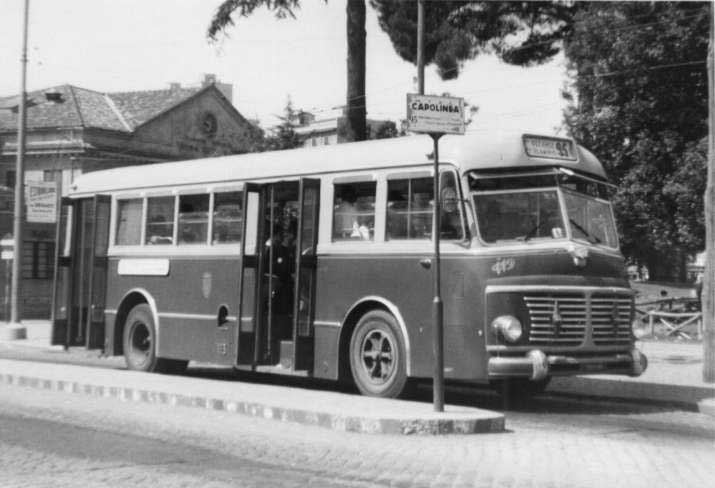
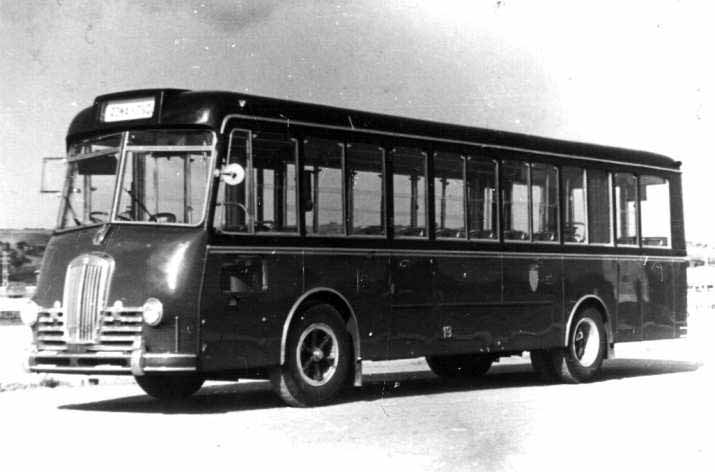

## Numerazione
A partire dal 1948, con la normalizzazione del parco all'alimentazione a gasolio, scompare il prefisso letterale introdotto nel 1927. La numerazione continua però a seguire il criterio pari/dispari fino al 1962 e l'assegnazione del migliaio 3 agli autobus a tre assi. Nell'assegnazione dei numeri di esercizio alle vetture del dopoguerra, inoltre, l'ATAC segue due criteri distinti, la cui motivazione è ignota e al contempo inesplicabile: o si impegna una spropositata quantità di numeri  per una manciata di vetture o si infilano nello stesso migliaio o centinaio vetture del tutto diverse tra loro. Nel periodo 1950-1969 questi due criteri riguardano gli autobus Fiat e Lancia. I primi sono tutti numerati a quattro cifre senza distinzione di costruttore ed epoca, spesso utilizzando i numeri rimasti liberi tra le serie precedenti. Per i secondi, tutti a tre cifre, vige il criterio opposto; si impegnano costantemente centinaia nuove, una per costruttore di carrozzeria, destinate a rimanere incomplete e non utilizzabili per altro materiale, ricorrendo a cervellotiche rinumerazioni di precedenti autobus pur di riavere libere le centinaia da utilizzare. In pochi casi si tollera addirittura che gli stessi numeri siano contemporaneamente assegnati a tram e autobus.
Gli Esatau sono i primi Lancia numerati separando ogni fornitura in centinaia diverse. I primi del 1951-52 sono immatricolati nel centinaio successivo a quello dei Lancia Omicron residui, ovvero da 301 a 383. Radiati del tutto i vecchi autobus, e liberato il centinaio 200, si ricomincia da 101 per le vetture entrate in servizio dal 1953 al 1955, e saltato il centinaio 3 già occupato, si prosegue con 4 e 5 (da 401 a 595). I dieci veicoli extraurbani sono invece numerati nelle decine 0 e 1, da 01 a 19. Nel 1965 saranno in gran parte rinumerati per assegnare le stesse centinaia agli Esagamma 718.

### Esatau V.11
| num. eserc. | q.tà | anno | telaio            | assi | carrozz. | motore     | pot. CV | lungh. mm | tara t. | nota |
| ----------- | ---- | ---- | ----------------- | ---- | -------- | ---------- | ------- | --------- | ------- | ---- |
| 301-359     | 30   | 1951 | Lancia Esatau V11 | 2    | Garavini | Lancia V10 | 122     | 10500     |         | 1    |
| 361-383     | 12   | 1952 | Lancia Esatau V11 | 2    | Garavini | Lancia V10 | 122     | 10500     |         | 2    |

### Autobus extraurbani
| num. eserc. | q.tà | anno | telaio            | assi | carrozz. | motore     | pot. CV | lungh. mm | tara t. | nota |
| ----------- | ---- | ---- | ----------------- | ---- | -------- | ---------- | ------- | --------- | ------- | ---- |
| 01-19       | 10   | 1951 | Lancia Esatau V11 | 2    | Garavini | Lancia V10 | 122     | 11100     |         | 3    |

- 1. Rinumerate 301-330 (numeri pari e dispari) nel 1965.
- 2. Rinumerate 331-345 (numeri pari e dispari) nel 1965.
- 3. Rinumerate 281-299 (numeri pari e dispari) nel 1964.

### Esatau V.81
| num. eserc. | q.tà | anno | telaio            | carrozz.  | motore      | pot. CV | lungh. mm | tara t. | nota |
| ----------- | ---- | ---- | ----------------- | --------- | ----------- | ------- | --------- | ------- | ---- |
| 101-159     | 30   | 1953 | Lancia Esatau V.8 | Viberti   | Lancia PV81 | 130     | 10400     | 9,3     | 1    |
| 161-189     | 15   | 1956 | Lancia Esatau V.8 | Viberti   | Lancia PV81 | 130     | 10400     | 9,3     | 1    |
| 201-279     | 40   | 1955 | Lancia Esatau V.8 | Viberti   | Lancia V10  | 138     | 11000     | 9,6     | 2    |
| 401-491     | 46   | 1957 | Lancia Esatau V.8 | Viberti   | Lancia V10  | 144     | 11000     | 9,5     |      |
| 501-547     | 24   | 1959 | Lancia Esatau V.8 | Viberti   | Lancia V10  | 144     | 11000     | 9,8     | 3    |
| 551-595     | 23   | 1959 | Lancia Esatau V.8 | Pistoiesi | Lancia V10  | 144     | 11000     | 9,3     | 4    |

- 1. Rinumerate 301-330 e 331-345 (numeri pari e dispari) nel 1965.
- 2. Vetture 203-279 rinumerate 351-387 (numeri pari e dispari) nel 1968.
- 3. Applicato servosterzo idraulico ZF alle vetture 539-547 nel 1966.
- 4. Applicato servosterzo idraulico ZF all'intero gruppo nel 1966.